# Chazelles (Jura)
Chazelles is een plaats en voormalige gemeente in het Franse departement Jura in de regio Bourgogne-Franche-Comté en telt 114 inwoners (2009). De plaats maakt deel uit van het arrondissement Lons-le-Saunier.

## Geschiedenis
De gemeente is op 1 april 2016 gefuseerd met L'Aubépin en Nanc-lès-Saint-Amour tot de huidige gemeente Les Trois-Châteaux.

## Geografie
De oppervlakte van Chazelles bedraagt 4,0 km², de bevolkingsdichtheid is dus 28,5 inwoners per km².
De onderstaande kaart toont de ligging van Chazelles (Jura) met de belangrijkste infrastructuur en aangrenzende gemeenten.

## Demografie
Onderstaande figuur toont het verloop van het inwonertal.
L'Aubépin · Chazelles · Nanc-lès-Saint-Amour · Saint-Jean-d'Étreux